# Whitey Snyder
Allan "Whitey" Snyder (7 de agosto de 1914 - 16 de abril de 1994) fue un maquillador de Hollywood y es más recordado como el maquillador personal de Marilyn Monroe.

## Carrera
Allan Snyder empezó su larga carrera como maquillador en 1948. Primero empezó como asistente del maquillador en la película The Walls of Jericho.
Whitey Snyder fue el maquillador de Marilyn Monroe durante su carrera: desde su primera prueba de pantalla en 20th Century Fox en 1946 hasta su maquillaje funerario en 1962. La pareja desarrolló una relación laboral muy cercana. Hacia el fin de su vida, Monroe pidió a Snyder que la maquillase si ella fallecía antes que él. Él cumplió su promesa, después de su fallecimiento en agosto de 1962. Snyder fue también portador del féretro en su funeral.
Por su trabajo, Snyder fue dos veces nominado a los Premios Emmy Primetime, bajo la categoría de Excepcional Logro en Maquillaje. Estas nominaciones fueron en 1978, por su trabajo en el biopic de televisión Marilyn: The Untold Story y en 1981, por Little House on the Prairie. Su último proyecto fue en la serie de televisión de 1984, Highway to Heaven, en la cual trabajó desde 1984 hasta 1987.

## Fallecimiento
Snyder murió el 16 de abril de 1994 en Hansville, Washington. Le sobrevivió su mujer, la diseñadora de vestuario Marjorie Plecher, quién también había trabajado como directora de guardarropía en varias de las películas de Marilyn Monroe.